# Stazione di Kōza-Shibuya
La stazione di Kōza-Shibuya (高座渋谷駅?, Kōza-Shibuya-eki) è una stazione ferroviaria situata nella città di Yamato, nella prefettura di Kanagawa, in Giappone, ed è servita dalla linea Odakyū Enoshima delle Ferrovie Odakyū.

## Linee
Ferrovie Odakyū
● Linea Odakyū Enoshima

## Struttura
La stazione è dotata di due marciapiedi laterali con due binari passanti in superficie. Sono presenti ascensori.
| 1 | ● Linea Odakyū Enoshima | per Fujisawa e Katase-Enoshima                   |
| 2 | ● Linea Odakyū Enoshima | per Yamato, Sagami-Ōno, Shinjuku e linea Chiyoda |

## Stazioni adiacenti
| «                     | Servizio                 | »                     |
| Linea Odakyū Enoshima | Linea Odakyū Enoshima    | Linea Odakyū Enoshima |
| --------------------- | ------------------------ | --------------------- |
| Sakuragaoka           | Locale                   | Chōgo                 |
| Transito              | Espresso Espresso rapido | Transito              |